# Salcha
Salcha ist ein Ort des Fairbanks North Star Borough im US-amerikanischen Bundesstaat Alaska.

## Geographie
Salcha liegt auf 64°31'14" nördlicher Breite und 147°0'41" westlicher Länge und wird vom Salcha River durchflossen. Die nächste Großstadt ist Fairbanks, die sich 60 Kilometer in nordwestlicher Richtung befindet. Durch den Ort führt der Richardson Highway.

## Geschichtliches
Der Ort wurde 1898 erstmals als  Salchaket erwähnt, was in der Sprache der Ureinwohner „Mund des Salcha“ bedeutet. 1904 wurde der Ort als Saltshatsheg bezeichnet und heißt heute Salcha, in Anlehnung an den gleichnamigen Fluss.
In manchen Jahren steigen die Temperaturen bereits im März/April stärker an als gewöhnlich und Schnee und Eis beginnen zu tauen. Das Schmelzwasser kann aber nicht aus dem Salcha River in den Tanana River, der teilweise noch vereist ist, abfließen. Wegen der Eisbarrieren drückt sogar Stauwasser vom Tanana River bis nach Salcha, wo es dann zu starken Überflutungen kommt. Die Durchschnittstemperaturen betragen in normalen Jahren − 4 °C bis − 16 °C im März und − 5 °C bis + 7 °C im April.

## Demografische Daten
Das U.S. Census Bureau hat bei der Volkszählung 2020 eine Einwohnerzahl von 977 mit einem Durchschnittsalter von 36,8 Jahren ermittelt.